# Couvent de la Reine
Couvent de la Reine ('Drottningens kloster') var ett kloster för kvinnor ur augustinorden, som låg i Versailles mellan 1767 och franska revolutionen 1791-92. Det fungerade som en klosterskola för flickor och stod under beskydd av drottning Marie Leszczyńska. 
Klosterskolan grundades år 1767 av drottningen till minne av hennes året dessförinnan avlidne far, Stanisław I Leszczyński. Det var också hennes tanke att dra sig tillbaka till klostret om hon skulle överleva kungens död. Kungen stöttade projektet och donerade mark till det i staden Versailles. Klosterskolan ritades av Richard Mique. Marie avled 1768, men skolan invigdes 1772 av kungen och hans äldsta dotter Adélaïde av Frankrike. Skolan stöttades sedan av kungahuset. Den fungerade som en skola för döttrar till fattiga adelsmän med anknytning till hovet. Couvent de la Reine stängdes under franska revolutionen 1791-93, när samtliga religiösa inrättningar i Frankrike stängdes. 